# 10月8日
10月8日（じゅうがつようか）は、グレゴリオ暦で年始から281日目（閏年では282日目）にあたり、年末まであと84日ある。

## できごと

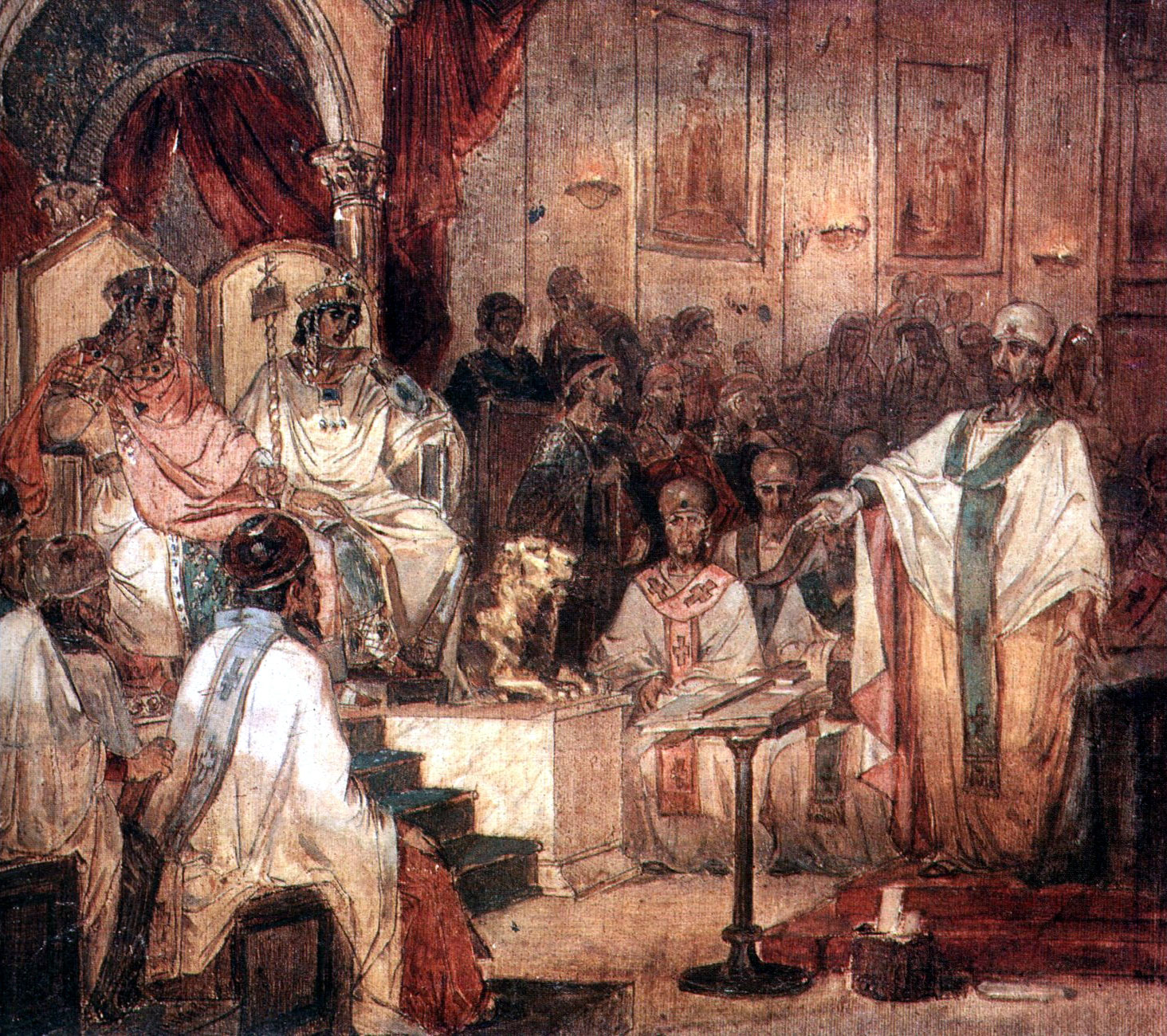
カルケドン公会議(451)。アレクサンドリア教会、アンティオキア教会、アルメニア使徒教会等が支持した合性論が退けられ、両性説が正統とされる。

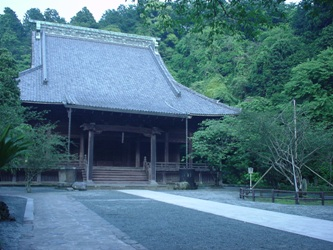
源頼家の外戚、比企能員一族粛清(1203)。画像は遺児・能本が屋敷跡に建立した妙本寺。

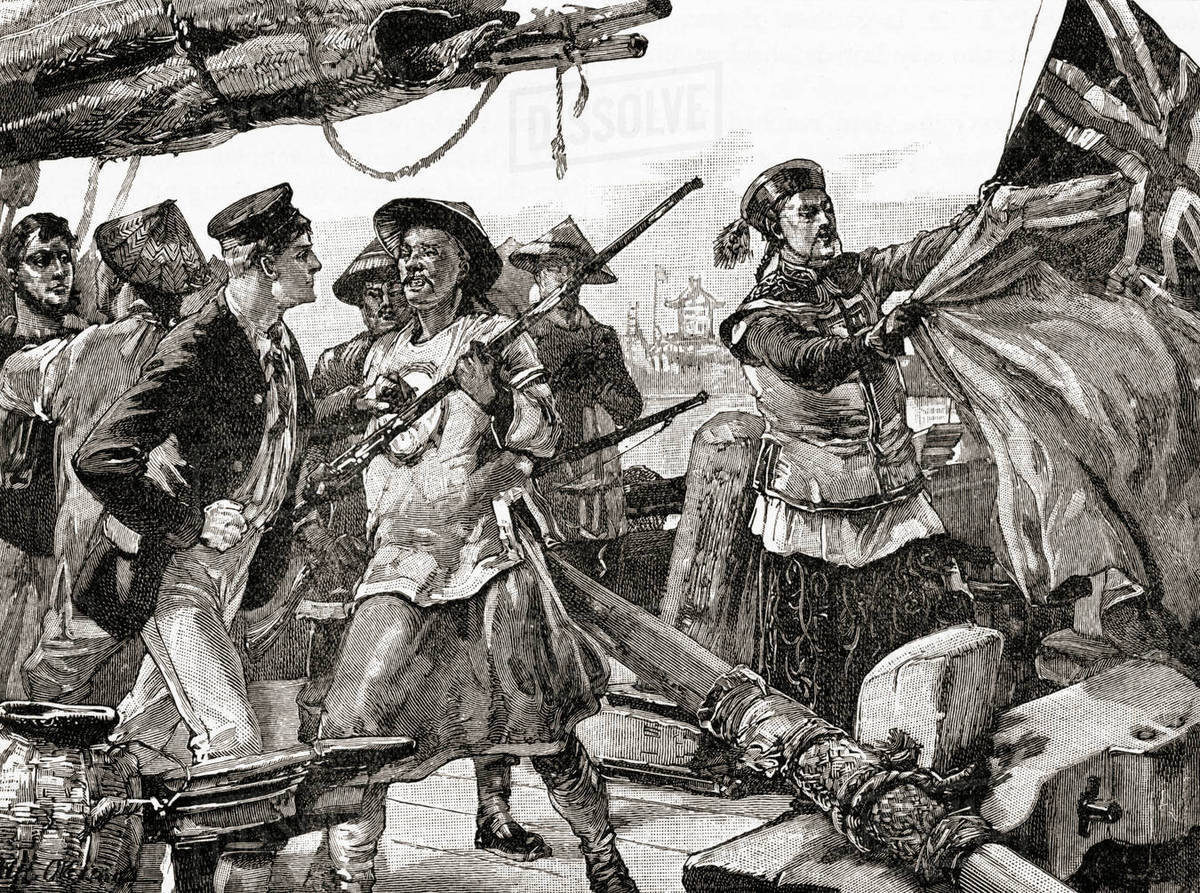
アロー戦争の引き金となったアロー号拿捕事件(1856)

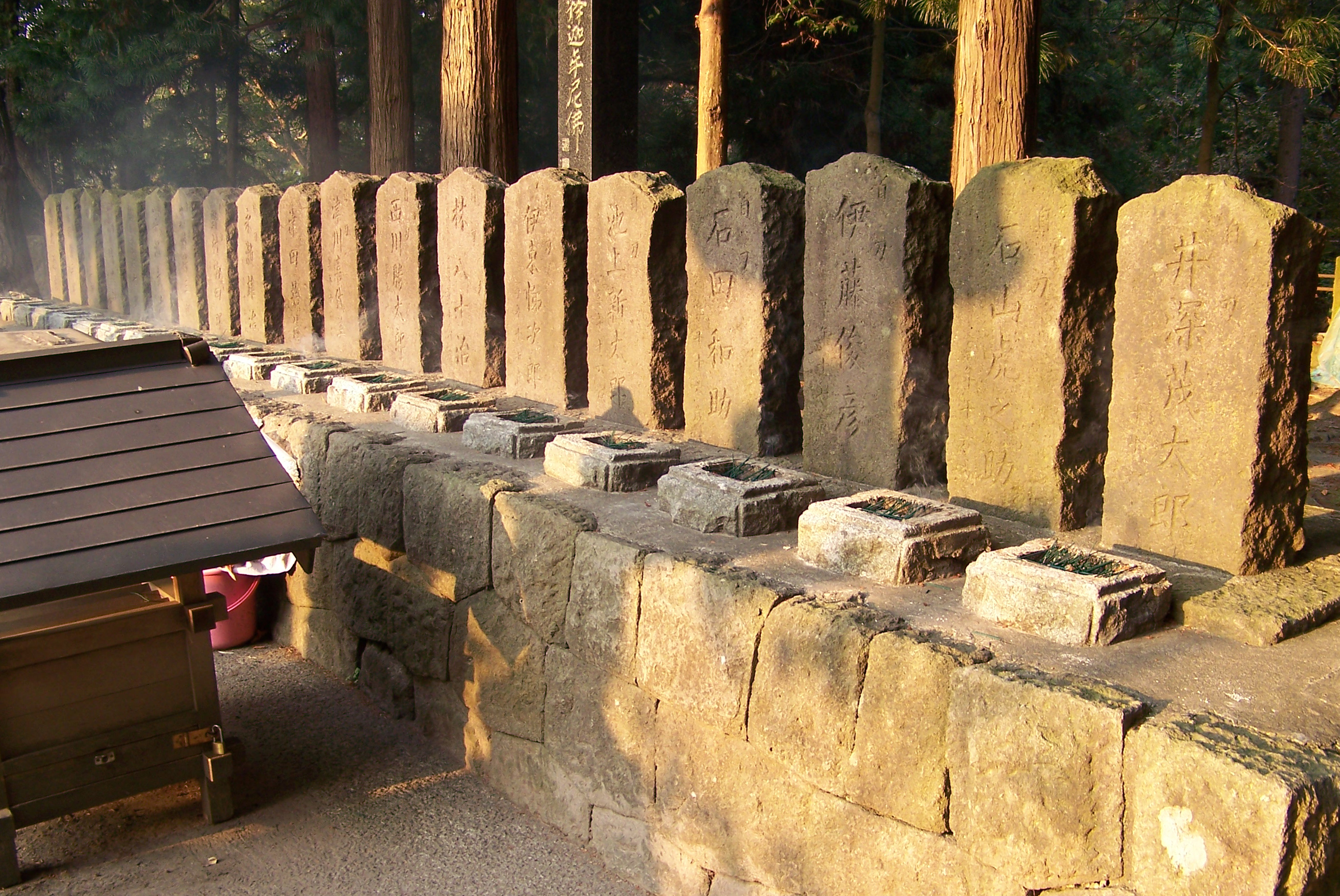
白虎隊士自刃(1868)画像は飯盛山にある隊士の墓

- 451年 - カルケドン公会議が始まる。
- 1203年（建仁3年9月2日） - 源頼家の外戚として権力を誇った比企能員が滅ぼされる。（比企能員の変）
- 1455年（康正元年8月27日） - 日野富子が足利義政の正室になる。
- 1716年（享保元年8月23日） - 江戸幕府の役職として御庭番が新設。
- 1813年（嘉慶18年9月15日） - 林清率いる天理教徒が北京の紫禁城を攻撃。
- 1856年（咸豊6年9月10日） - アロー戦争のきっかけとなる「アロー号事件」が起きる。
- 1862年 - 南北戦争: ペリービルの戦いが行われる。
- 1862年 - オットー・フォン・ビスマルクがプロイセン王国首相となる。
- 1866年（慶応2年8月30日） - 廷臣二十二卿列参事件が起こる。
- 1868年（慶応4年8月23日） - 会津戦争: 母成峠の戦いに勝利した官軍が若松城下に到達。白虎隊二番士中隊員20人が飯盛山で自刃。
- 1871年 - シカゴ大火。シカゴ中心部を焼失し、死者250人を出す惨事となる。
- 1879年 - 太平洋戦争 (1879年-1884年): アンガモスの海戦が行われる。
- 1895年 - 乙未事変により閔妃が暗殺される。
- 1912年 - 第一次バルカン戦争が勃発。
- 1923年 - ベルリン・テンペルホーフ国際空港が開港。
- 1931年 - 満州事変: 関東軍が錦州を爆撃。
- 1932年 - インド空軍が発足。
- 1937年 - 寿屋（サントリー）が「サントリーウイスキー12年」（サントリー角瓶）を発売。
- 1945年 - インドネシア人民治安軍結成。
- 1945年 - 大分県で暴風雨。33人が死亡、68人が負傷。流失家屋110戸、全壊家屋2368戸などの被害[1]。
- 1946年 - 文部省が教育勅語の奉読廃止を通告。
- 1950年 - 朝鮮戦争: 国連軍が38度線を突破。
- 1954年 - 内郷丸遭難事件。相模湖で定員の4倍以上の客を乗せた遊覧船・内郷丸が沈没。22人死亡。
- 1956年 - ニューヨーク・ヤンキースの投手ドン・ラーセンがワールドシリーズ初の完全試合を達成。
- 1958年 - 日本政府が、警察官の権限を大幅に強化する警察官職務執行法改正案を国会に提出。
- 1959年 - 1959年イギリス総選挙の投票が行われる。
- 1962年 - アルジェリアが国際連合に加盟。
- 1967年 - 佐藤栄作首相の東南アジア歴訪に反対する新左翼各派が羽田空港で機動隊と衝突、1名の死者を出す。（第一次羽田事件）
- 1967年 - チェ・ゲバラがボリビアで政府軍に捕まる。翌日処刑。
- 1970年 - アレクサンドル・ソルジェニーツィンのノーベル文学賞受賞が発表される。
- 1974年 - 佐藤栄作元首相にノーベル平和賞が贈られることが決定する。
- 1982年 - ポーランドの国会が労働組合法を改正。連帯が非合法組織とされる。
- 1985年 - ワイドショー『アフタヌーンショー』で放送された暴行事件に関わったとして逮捕された少年3人が、やらせであったことを告白。（やらせリンチ事件）
- 1986年 - 大相撲横綱・千代の富士が渡仏、フランス・パリのヴェルサイユ宮殿にて当時の同国首脳陣に四股を披露。
- 1989年 - 北の真砂岳で8人が凍死する遭難事故が発生した[2]。
- 1990年 - 国勢調査員殺害事件が発覚。
- 1994年 - 10.8決戦: 日本プロ野球 (NPB) 史上初の最終戦同率首位優勝決定戦中日対巨人（セントラル・リーグ）がナゴヤ球場で行われる。
- 1994年 - 大阪・愛知・岐阜連続リンチ殺人事件: 長良川右岸河川敷（岐阜県安八郡輪之内町）にて集団暴行を受けて死亡した男性2人が遺体で発見される。後に愛知県出身の当時19歳少年（2011年に死刑確定）をはじめとする不良少年グループによる連続殺人事件と判明。
- 1995年 - オウム真理教教団幹部の上祐史浩が逮捕される。
- 1997年 - 金正日が朝鮮労働党総書記に就任。
- 1998年 - アメリカ議会でデジタルミレニアム著作権法が成立。
- 1998年 - オスロ空港が開港。
- 1998年 - プロ野球・横浜ベイスターズが1960年（前身の大洋ホエールズ時代）以来、38年ぶりとなるセ・リーグ優勝を達成。
- 1999年 - 検察が甲山事件の第二次上訴を断念。事件発生から25年目で無罪が確定。
- 2000年 - リトアニアで議会選挙が実施。社会民主連立政党が勝利をおさめる。
- 2001年 - リナーテ空港事故が起こる。
- 2002年 - 東京大学名誉教授の小柴昌俊にノーベル物理学賞が贈られることが決定する。
- 2005年 - パキスタン地震。パキスタン北部を中心にM7.6。
- 2008年 - 下村脩がノーベル化学賞を受賞[3]。
- 2009年 - 「Winny」開発者金子勇に対する著作権侵害行為への幇助に関しての裁判で、大阪高等裁判所が逆転無罪判決を下す[4]。
- 2010年 - 中国の民主活動家劉暁波がノーベル平和賞を受賞[5]。
- 2012年 - 山中伸弥のノーベル生理学・医学賞受賞決定[6]。
- 2016年 - 旧アルバニア王室のレカ王太子と女優のエリア・ザハリアの結婚式が首都ティラナで行われた[7]。
- 2018年 - 名古屋ボストン美術館が閉館[8]。
- 2021年 - レバノンで大規模発電所の燃料不足による稼働停止のため停電が発生。
- 2022年 - ウクライナ侵攻: クリミア大橋爆発[9]。

## 誕生日

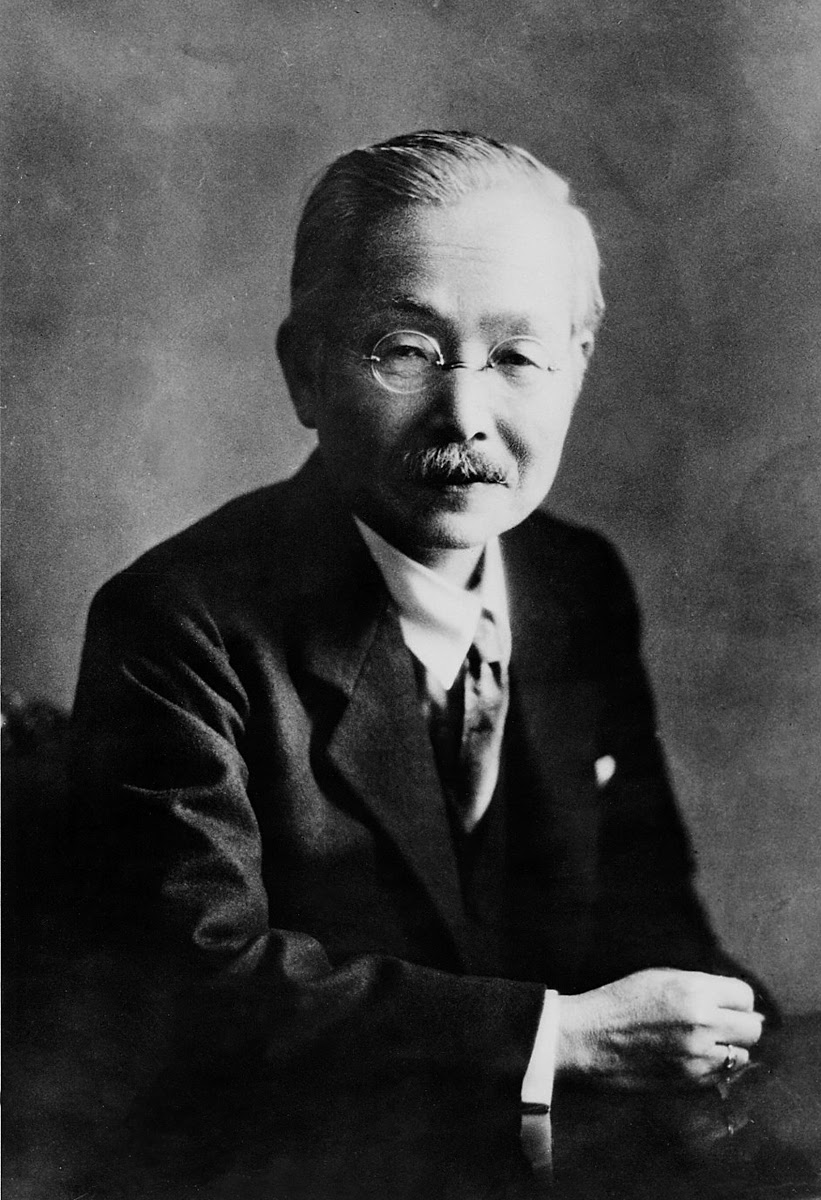
化学者池田菊苗(1864-1936)誕生。グルタミン酸ナトリウムを発見した

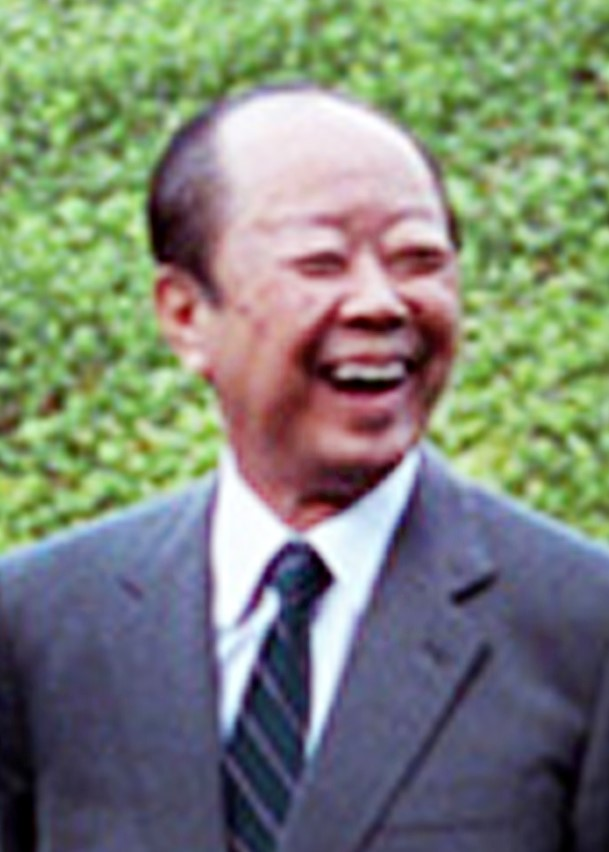
第78代内閣総理大臣宮澤喜一(1919-2007)誕生

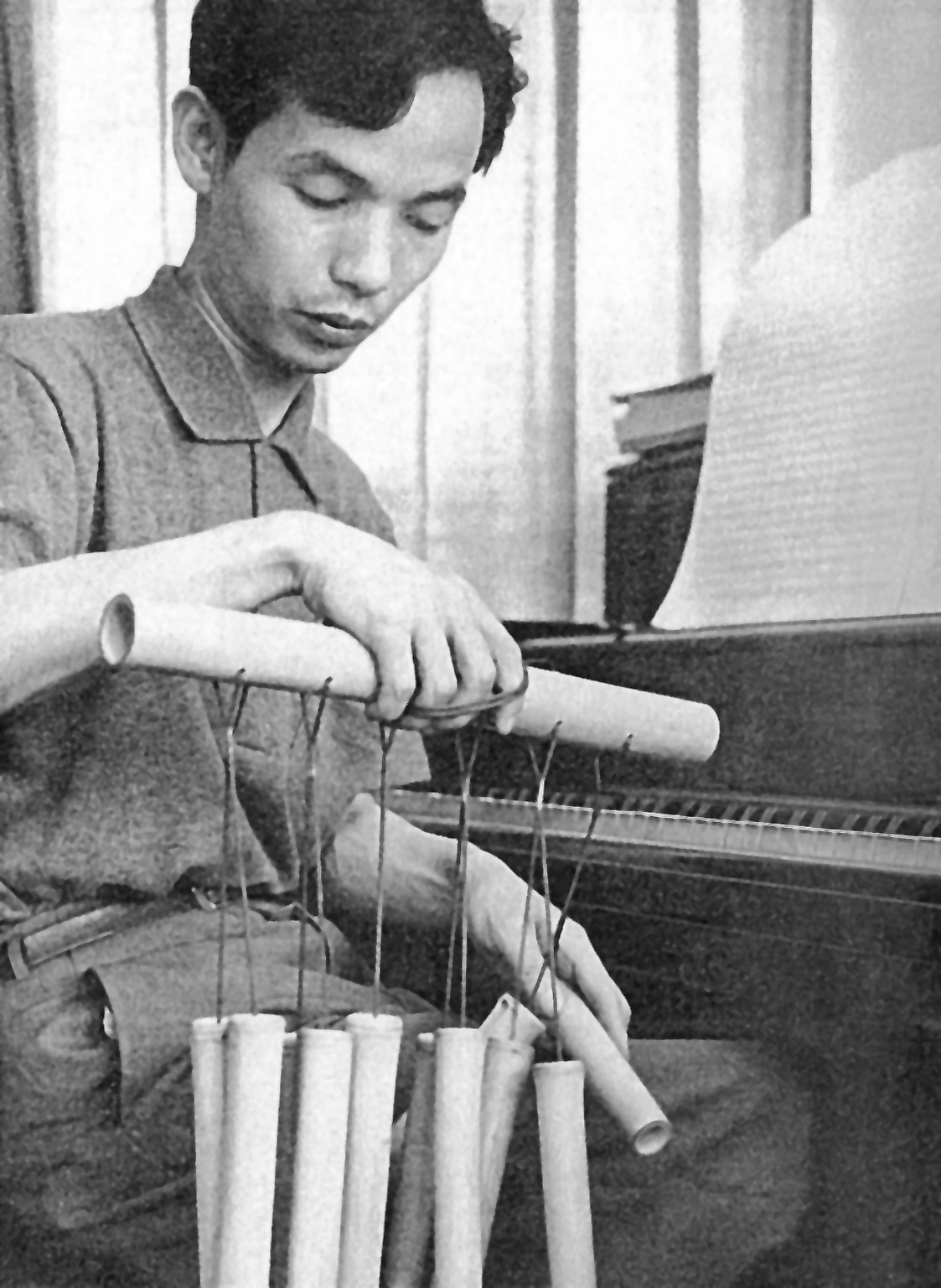
作曲家武満徹(1930-1996)誕生

- 1687年（貞享4年9月3日） - 柳沢吉里、初代郡山藩主（+ 1745年）
- 1728年（享保13年9月6日） - 土岐定経、第3代沼田藩主（+ 1782年）
- 1826年（文政9年9月7日） - 松平慶憲、第9代明石藩主（+ 1897年）
- 1837年（天保8年9月9日） - 有馬道純、第8代丸岡藩主（+ 1903年）
- 1850年 - アンリ・ルシャトリエ、化学者（+ 1936年）
- 1853年（嘉永6年9月6日） - 間部詮道、第9代鯖江藩主（+ 1892年）
- 1862年 - エミール・フォン・ザウアー、音楽家（+ 1942年）
- 1864年（元治元年9月8日） - 池田菊苗、化学者（+ 1936年）
- 1886年 - 吉井勇、歌人（+ 1960年）
- 1890年 - カール・ハラー、政治家（+ 1926年）
- 1890年 - ハインリヒ・フォッケ、航空エンジニア（+ 1979年）
- 1902年 - 城戸三郎、弁護士、新聞編集者（+ 1902年）
- 1903年 - 石井貫治、俳優、映画プロデューサー（+ 1992年）
- 1910年 - 森昌也、政治家（+ 2013年）
- 1912年 - 三條利喜江、女優（+ 没年不詳）
- 1914年 - 岩崎勝太郎、実業家（+ 1991年）
- 1915年 - 森清、政治家、第13代総理府総務長官（+ 1968年）
- 1915年 - ルナ・レオポルド、地形学者、水文学者（+ 2006年）
- 1918年 - クルト・レーデル、指揮者、フルート奏者（+ 2013年）
- 1918年 - 高杉早苗、女優（+ 1995年）
- 1919年 - 山下菊二、洋画家（+ 1986年）
- 1919年 - 宮澤喜一、政治家、第78代内閣総理大臣（+ 2007年）
- 1920年 - マキシ・ヘルバー、フィギュアスケート選手（+ 2006年）
- 1924年 - 土屋雅敬、元プロ野球選手
- 1926年 - 中津正三、元プロ野球選手（+ 没年不詳）
- 1927年 - 若水ヤエ子、女優、コメディアン（+ 1973年）
- 1927年 - 山本正和、政治家
- 1930年 - 岡崎令治、分子生物学者（+ 1975年）
- 1930年 - 武満徹、作曲家（+ 1996年）
- 1930年 - 坂本休、政治家、元大分県日田郡中津江村長
- 1931年 - 浜崎勝、元プロ野球選手
- 1934年 - 伊川義則、元プロ野球選手
- 1934年 - 藤尾茂、元プロ野球選手（+ 2022年）
- 1936年 - 中馬弘毅、政治家、衆議院議員
- 1936年 - バーバラ・ローズマリー・グラント、生物学者（グラント夫妻）
- 1936年 - 土居甫、振付師（+ 2007年）
- 1937年 - 安藤正敏、元騎手、元調教師
- 1938年 - 佐佐木幸綱、歌人、国文学者、早稲田大学名誉教授
- 1939年 - 長南恒夫、元プロ野球選手（+ 1996年）
- 1939年 - 北原謙二、歌手（+ 2005年）
- 1939年 - アラダー・ペゲ、ミュージシャン（+ 2006年）
- 1940年 - 峰国安、元プロ野球選手
- 1941年 - 三田佳子、女優
- 1941年 - 佐藤友美、女優
- 1945年 - 玉村豊男、エッセイスト、画家
- 1946年 - アレクサンドル・ゴルシコフ、フィギュアスケート選手
- 1947年 - 寺泉憲、俳優
- 1947年 - 沢知美、元歌手、女優、モデル、タレント
- 1947年 - 龍反町、元プロボクサー
- 1948年 - 鹿島幾三郎、官僚、実業家
- 1948年 - ゴットフリート・ヘルンヴァイン、芸術家
- 1948年 - バーニー・ウイリアムス、元プロ野球選手
- 1948年 - ジョニー・ラモーン、ギタリスト（ラモーンズ）（+ 2004年）
- 1948年 - クロード・ジャド、女優（+ 2006年）
- 1949年 - シガニー・ウィーバー、女優
- 1950年 - 宮本隆治、アナウンサー
- 1950年 - 谷山高明、元プロ野球選手
- 1952年 - 宮澤隆、アナウンサー
- 1952年 - 上村昇、チェリスト、音楽教育者
- 1955年 - 黒坂幸夫、元プロ野球選手
- 1955年 - 大竹伸朗、現代美術家
- 1955年 - 大橋康延、元プロ野球選手
- 1957年 - 宮下あきら、漫画家
- 1959年 - 安藤一夫、俳優
- 1959年 - 三谷晃代、歌手、タレント
- 1959年 - 二村忠美、元プロ野球選手
- 1960年 - アンドレア・アナスタージ、バレーボール選手
- 1961年 - 岩切英司、元プロ野球選手（+ 2024年）
- 1962年 - 軽部真一、アナウンサー
- 1963年 - 光宗信吉、作曲家
- 1964年 - 辻本茂雄、お笑いタレント
- 1964年 - 臼井雅基、アナウンサー
- 1965年 - デニス・アーウィン、サッカー選手
- 1966年 - 升田尚宏、元アナウンサー（+ 2022年）
- 1966年 - 湯舟敏郎、元プロ野球選手
- 1966年 - 吉井和哉、ミュージシャン（THE YELLOW MONKEY）
- 1967年 - 安東弘樹、アナウンサー
- 1967年 - 田口浩正、俳優
- 1968年 - ズボニミール・ボバン、元サッカー選手
- 1968年 - 鈴木一真、俳優
- 1970年 - 野村哲也、イラストレーター、ゲームクリエイター
- 1970年 - 浜本沙良、元歌手
- 1970年 - マット・デイモン、映画俳優
- 1970年 - 小池貴志、元プロ野球選手
- 1970年 - デーブ・ドスター、元プロ野球選手
- 1970年 - オルメド・サインズ、元プロ野球選手
- 1971年 - 小久保裕紀、元プロ野球選手、監督
- 1972年 - 上原潤之助、三味線演奏家、音楽プロデューサー
- 1972年 - 中ノ瀬幸泰、元プロ野球選手
- 1973年 - 田波涼子、ファッションモデル
- 1973年 - 白幡圭史、スピードスケート選手
- 1974年 - 室伏広治、ハンマー投選手
- 1975年 - 山本麻祐子、元アナウンサー
- 1976年 - 鮎川陽子、ファッションモデル、デザイナー
- 1976年 - toi8、漫画家、イラストレーター、アニメーター
- 1976年 - 斉藤彩、ダンサー、プランナー、実業家
- 1977年 - はっとりみつる、漫画家
- 1977年 - 高木美果、ミュージカル俳優
- 1977年 - 三好正人、元アナウンサー、ラジオディレクター
- 1978年 - 中山エミリ、女優、タレント
- 1978年 - 境貴雄、クリエイティブ・ディレクター、現代美術家、写真家
- 1978年 - 三遊亭朝橘、落語家
- 1978年 - 村西辰彦、元プロ野球選手
- 1979年 - 小日向しえ、女優
- 1979年 - 森谷昭仁、元プロ野球選手
- 1979年 - 山田将司、ミュージシャン（THE BACK HORN）
- 1979年 - 八幡えつこ、元タレント
- 1979年 - クリスタナ・ローケン、モデル、女優
- 1980年 - 新妻聖子、ミュージカル女優
- 1980年 - 三宅輝、料理人
- 1980年 - 安原政俊、元プロ野球選手
- 1980年 - 川添將大、元プロ野球選手
- 1980年 - マイク・ミザニン、プロレスラー
- 1981年 - さいねい龍二、俳優
- 1981年 - 矢作美樹、女優
- 1981年 - 久保孝真、お笑いタレント（三拍子）
- 1981年 - 三橋隆幸、作曲家、編曲家、作詞家、ピアニスト、音楽プロデューサー
- 1981年 - 趙蕊蕊、バレーボール選手
- 1981年 - フアン・カルロス・インファンテ、プロ野球選手
- 1982年 - 筒井大志、漫画家
- 1982年 - 石橋哲也、作家、お笑いタレント（元カオポイント）
- 1982年 - 佐藤けい、アナウンサー
- 1982年 - 児玉新、元サッカー選手
- 1982年 - 古藤千鶴、元バレーボール選手
- 1982年 - KBD a.k.a.古武道、ラッパー
- 1983年 - 松尾香奈、元バスケットボール選手
- 1983年 - アントアン・リチャードソン、元プロ野球選手
- 1984年 - カワミツサヤカ、シンガーソングライター
- 1984年 - 春日萌花、プロレスラー
- 1985年 - 逢坂冬馬、小説家
- 1985年 - ウエンツ瑛士、俳優、タレント、ミュージシャン
- 1985年 - ブルーノ・マーズ、歌手
- 1986年 - 猪塚健太、俳優
- 1986年 - サラ・オレイン、歌手、ヴァイオリニスト
- 1986年 - 徐健焜、フィギュアスケート選手
- 1986年 - 小室敬幸、音楽家
- 1987年 - 平野綾、声優、女優、歌手
- 1987年 - 中村優一、俳優
- 1987年 - ちゃんMARI、キーボーディスト（ゲスの極み乙女。、Crimson、ichikoro）
- 1987年 - 矢田恵梨子、漫画家
- 1988年 - 多嶋朝飛、バスケットボール選手
- 1988年 - 包壽海、フィギュアスケート選手
- 1988年 - ヘフェール・パティーノ、プロ野球選手
- 1989年 - 繭、グラビアアイドル、女優、タレント
- 1989年 - 愛華、シンガーソングライター
- 1989年 - テイラー・フェザーストン、プロ野球選手
- 1989年 - アルバート・スアレス、プロ野球選手
- 1989年 - アルマン・トラオレ、サッカー選手
- 1990年 - 中田ちさと、タレント、アイドル（元AKB48）
- 1990年 - Baram、アイドル、ミュージシャン（BIGSTAR）
- 1990年 - 春菜めぐみ、グラビアアイドル、元レースクイーン
- 1990年 - エセキエル・ムニョス、サッカー選手
- 1990年 - ロビー・アーリン、プロ野球選手
- 1990年 - ブライアン・リンセン、サッカー選手
- 1991年 - 長江翔太、元プロ野球選手
- 1991年 - 鈴木亜由子 、陸上、長距離
- 1992年 - 永原芽衣、タレント、モデル、レースクイーン
- 1992年 - 松嶋こよみ、総合格闘家
- 1992年 - 成田美寿々、プロゴルファー
- 1992年 - 高岸宏行、お笑いタレント、プロ野球選手（ティモンディ）
- 1993年 - 上原真央、グラビアアイドル（元choice?）
- 1993年 - 山本恵里伽、アナウンサー
- 1993年 - 澤上竜二、サッカー選手
- 1993年 - モリー・C・クイン、声優、女優
- 1993年 - バルバラ・パルヴィン、ファッションモデル
- 1994年 - 加藤豪将、元プロ野球選手
- 1994年 - 秋野央樹、サッカー選手
- 1994年 - 坪井俊輔、実業家
- 1994年 - 高橋幸、アナウンサー
- 1995年 - ぺいんと、YouTuber
- 1996年 - 高梨沙羅、スキージャンプ選手
- 1996年 - カノックスター - YouTuber
- 1996年 - 若井滉斗、ギタリスト（Mrs. GREEN APPLE）
- 1997年 - ベラ・ソーン、女優、歌手、ダンサー
- 1997年 - 玉城ティナ、女優
- 1997年 - 北脇太基、アナウンサー
- 1997年 - 小笠原慎之介、プロ野球選手
- 1997年 - 篠崎愛、プロゴルファー
- 1998年 - 臼澤みさき、歌手
- 1998年 - あんりゴン、YouTuber
- 1999年 - 工藤美桜、タレント、ファッションモデル
- 1999年 - 大原優乃、グラビアアイドル、モデル、タレント、ダンサー（元Dream5）
- 1999年 - ロサリオ惠奈、元グラビアモデル
- 2000年 - 山本瑚々南、モデル
- 2000年 - 小池真理、サッカー選手
- 2001年 - 西郷真央、プロゴルファー
- 2001年 - 髙橋美紀、サッカー選手
- 2002年 - 伊藤理々杏、アイドル（乃木坂46）
- 2002年 - 大橋あかり、モデル
- 2002年 - 百濃実結香、サッカー選手
- 2002年 - 岩﨑心南、サッカー選手
- 2003年 - 森千優、ファッションモデル、タレント
- 2003年 - 高瀬穂乃歌、女優
- 2004年 - 松崎未夢、女優
- 2011年 - 早坂ひらら[10]、子役
- 生年不詳 - やまもり三香、漫画家
- 生年不詳 - ろびこ、漫画家
- 生年不詳 - 藤巻大悟、声優
- 生年不詳 - 山下恵理子、ナレーター、声優

## 忌日

### 人物

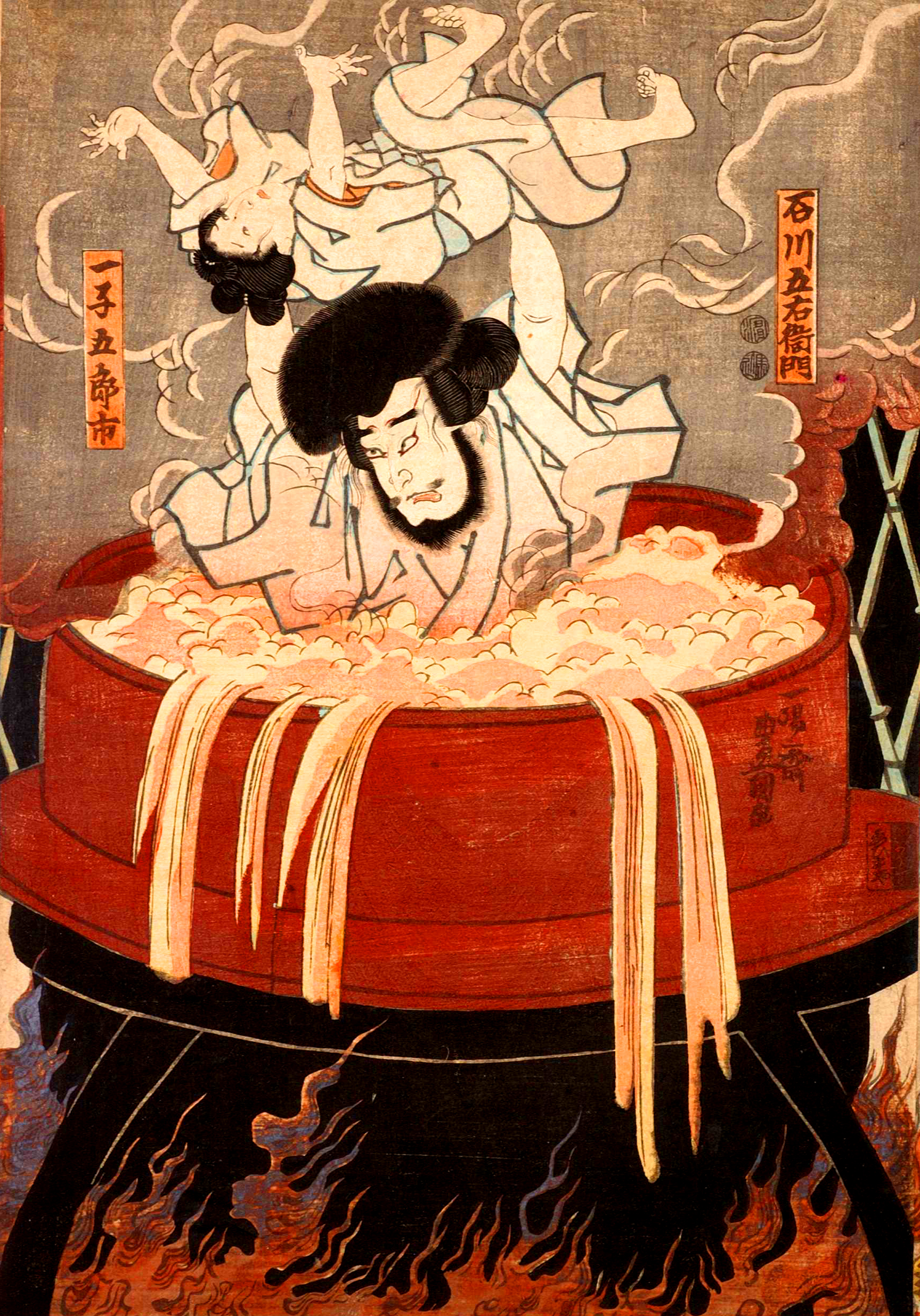
安土桃山時代の盗賊、石川五右衛門(生年不詳-1594)処刑

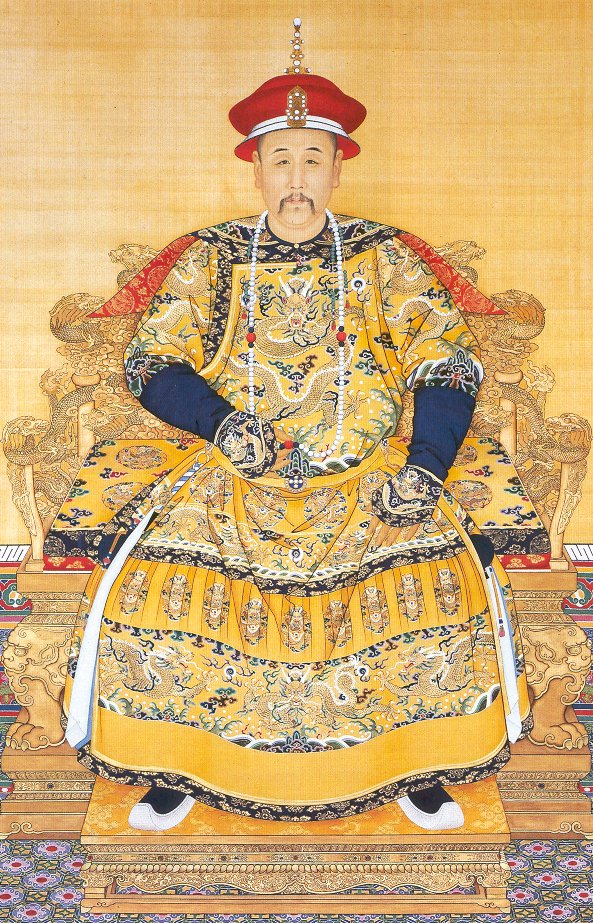
清第5代皇帝、雍正帝こと愛新覚羅胤禛(アイシンギョロ・インジェン)(1678-1735)没

- 1203年（建仁3年9月2日） - 比企能員、鎌倉幕府の御家人
- 1203年（建仁3年9月2日） - 一幡、鎌倉幕府第2代征夷大将軍源頼家の嫡男（* 1198年）
- 1317年（文保元年9月3日） - 伏見天皇、第92代天皇（* 1265年）
- 1469年 - フィリッポ・リッピ、画家（* 1406年）
- 1594年（文禄3年8月24日） - 石川五右衛門、盗賊（* 1558年）
- 1647年 - ロンゴモンタヌス、天文学者（* 1562年）
- 1656年 - ヨハン・ゲオルク1世、ザクセン選帝侯（* 1585年）
- 1735年（雍正13年8月23日） - 雍正帝、清第5代皇帝（* 1678年）
- 1754年 - ヘンリー・フィールディング、小説家（* 1707年）
- 1768年 - ピエール＝シモン・フルニエ（英語版）、活版印刷工、活字鋳造工、活字理論家（* 1712年）
- 1772年 - ジャン＝ジョゼフ・ド・モンドンヴィル、作曲家（* 1711年）
- 1782年（天明2年9月2日） - 牧庵鞭牛、僧、宮古街道開削者（* 1710年）
- 1793年 - ジョン・ハンコック、大陸会議議長（* 1737年）
- 1803年 - ヴィットーリオ・アルフィエーリ、劇作家（* 1749年）
- 1808年 - ジョン・シェルドン、外科医、解剖学者（* 1752年）
- 1826年 - マリー＝ギエルミーヌ・ブノワ、画家（* 1768年）
- 1834年 - フランソワ＝アドリアン・ボイエルデュー、作曲家（* 1775年）
- 1850年 - ジュゼッペ・カンマラーノ、画家、美術教師（* 1766年）
- 1856年 - テオドール・シャセリオー、画家（* 1819年）
- 1858年（安政5年9月2日） - 梁川星巌、漢詩人（* 1789年）
- 1865年 - ハインリヒ・ヴィルヘルム・エルンスト、ヴァイオリニスト、作曲家（* 1814年）
- 1869年 - フランクリン・ピアース、政治家、第14代アメリカ合衆国大統領（* 1804年）
- 1881年 - 江木鰐水、儒学者、洋学者、開港論者（* 1811年）
- 1895年 - 閔妃、李氏朝鮮第26代王・高宗の妃（* 1851年）
- 1896年 - ジョージ・デュ・モーリア、漫画家（* 1834年）
- 1897年 - アレクセイ・サヴラソフ、風景画家（* 1830年）
- 1904年 - クレメンス・ヴィンクラー、化学者（* 1838年）
- 1917年 - セルヒー・ヴァシリキウシキー、画家（* 1854年）
- 1923年 - フローレンス・モンゴメリー（イタリア語版）、作家（* 1843年）
- 1928年 - ラリー・シモン、コメディアン、プロデューサー、監督、脚本家（* 1889年）
- 1929年 - ヤチェク・マルチェフスキ、画家（* 1854年）
- 1936年 - 下田歌子、女子教育家（* 1854年）
- 1940年 - ロバート・エムデン（英語版）、天体物理学者、気象学者（* 1862年）
- 1944年 - ウェンデル・L・ウィルキー、政治家、アメリカ合衆国大統領候補者（* 1891年）
- 1945年 - フェーリクス・ザルテン、小説家（* 1869年）
- 1946年 - 山本鼎、版画家、洋画家、教育者（* 1882年）
- 1948年 - アル・オース、元プロ野球選手（* 1872年）
- 1953年 - キャスリーン・フェリア、コントラルト歌手（* 1912年）
- 1954年 - 松本烝治、法学者、商工大臣（* 1877年）
- 1956年 - クラレンス・バーズアイ、発明家、実業家、博物学者（* 1886年）
- 1958年 - 由谷義治、政治家（* 1888年）
- 1959年 - 春風亭柳枝 (8代目)、落語家（* 1905年）
- 1963年 - レメディオス・バロ、画家（* 1908年）
- 1966年 - セレスティン・フレネ、教育者（* 1896年）
- 1967年 - クレメント・アトリー、政治家、イギリス首相（* 1883年）
- 1967年 - 山崎博昭、新左翼活動家（* 1948年）
- 1968年 - フランク・スキナー、作曲家（* 1897年）
- 1970年 - ジャン・ジオノ、作家（* 1895年）
- 1973年 - ガブリエル・マルセル、劇作家、哲学者（* 1889年）
- 1976年 - 鈴木重吉、映画監督、脚本家（* 1900年）
- 1977年 - 野中金吾、写真家（* 1889年）
- 1978年 - シェルイ・ティボール、作曲家、ヴァイオリニスト、ヴィオリスト（* 1901年）
- 1979年 - 栗原民雄、柔道家（* 1896年）
- 1979年 - 四至本八郎、国際ジャーナリスト（* 1891年）
- 1980年 - モーリス・マルトノ、音楽教育者（* 1898年）
- 1981年 - 永野嚴雄、弁護士、政治家、第5-7代広島県知事（* 1918年）
- 1982年 - フィリップ・ノエル＝ベーカー、イギリス貴族院議員、陸上競技選手（* 1889年）
- 1982年 - 岩堀喜之助、出版人、マガジンハウス創業者（* 1910年）
- 1983年 - 石井繁丸、弁護士、政治家、元前橋市長、元前橋市立工業短期大学学長（* 1904年）
- 1983年 - ジョーン・ハケット、女優（* 1934年）
- 1992年 - ヴィリー・ブラント、政治家、ドイツ首相（* 1913年）
- 1994年 - 藤本冨良、騎手、調教師（* 1907年）
- 1994年 - 大島清、経済学者、筑波大学名誉教授（* 1913年）
- 1995年 - 畑中時雄、プロ野球選手（* 1926年）
- 1995年 - 小川健太郎、プロ野球選手（* 1934年）
- 1996年 - 小野十三郎、詩人（* 1903年）
- 1998年 - 小野寺公二、小説家（* 1920年）
- 2000年 - 山内リエ、走り幅跳び・走り高跳び競技選手（* 1922年）
- 2000年 - シャーロット・ラム（英語版）、恋愛小説家（* 1937年）
- 2000年 - 高木仁三郎、物理学者（* 1938年）
- 2001年 - 早坂泰次郎、心理学者、立教大学名誉教授（* 1923年）
- 2002年 - ヨアヒム・ザーン、実業家、元ダイムラー・ベンツ会長（* 1914年）
- 2003年 - 久武雅夫、経済学者、一橋大学名誉教授、第3代国際基督教大学学長（* 1903年）
- 2003年 - 小館善四郎、洋画家（* 1914年）
- 2003年 - 田代照勝、プロ野球選手（* 1934年）
- 2004年 - ジャック・デリダ、思想家（* 1930年）
- 2004年 - イリナ・デミック、女優（* 1936年）
- 2005年 - 早船ちよ、作家、児童文学作家（* 1914年）
- 2005年 - 東山紀之[11]、実業家、元万有製薬社長（* 1925年）
- 2005年 - 土屋繁裕、外科医（* 1956年）
- 2006年 - 堀泰助[12]、実業家、元救心製薬社長（* 1922年）
- 2007年 - 旭五郎、東京ボーイズリーダー（* 1944年）
- 2008年 - ジョージ・エミール・パラーデ、細胞生物学者、ノーベル生理学・医学賞受賞者（* 1912年）
- 2008年 - アウン・ナイン、外交官（* 1947年）
- 2009年 - 太田静六、建築史学者、九州大学名誉教授（* 1911年）
- 2009年 - 服部幸三、音楽学者、東京芸術大学名誉教授（* 1924年）
- 2009年 - 日沢伸哉、放送作家（* 1954年）
- 2009年 - トルステン・ライスマン、柔道家（* 1956年）
- 2010年 - 池部良、俳優、随筆家（* 1918年）
- 2010年 - 日野康一[13]、映画評論家（* 1929年）
- 2011年 - アル・デービス、アメリカンフットボール元オーナー（* 1929年）
- 2011年 - 南野京右、政治家、元山口県長門市長（* 1935年）
- 2011年 - 梶田達二、イラストレーター（* 1936年）
- 2012年 - エリック・ローマクス、軍人（* 1919年）
- 2012年 - 田岡満、実業家、映画プロデューサー、歌手（* 1943年）
- 2013年 - アンディ・パフコ、プロ野球選手（* 1921年）
- 2014年 - 馬瀬良雄、日本語学者、信州大学名誉教授（* 1927年）
- 2015年 - 相田雪雄、実業家、元野村證券会長（* 1924年）
- 2015年 - 目黒幸子、女優（* 1926年）
- 2015年 - 小栗孝一、実業家、オグリキャップ初代馬主（* 1929年）
- 2017年 - 今井絵美子、小説家（* 1945年）
- 2018年 - アーノルド・コペルソン、映画プロデューサー（* 1935年）
- 2018年 - 輪島大士、大相撲力士、第54代横綱（* 1948年）
- 2020年 - ウラジーミル・ドルギフ、政治家、冶金学者（* 1924年）
- 2020年 - ホワイティ・フォード、プロ野球選手（* 1928年）
- 2020年 - チャールズ・ムーア、陸上競技選手、1952年ヘルシンキ五輪金メダリスト（* 1929年）
- 2020年 - 井出孫六、小説家、ルポライター（* 1931年）
- 2020年 - ブライアン・ロッキング（英語版）、ベーシスト、元シャドウズ（* 1938年）
- 2020年 - アリ・カリフ・ガライド、政治家、第7代ソマリア首相、元チャツモ国大統領（* 1941年）
- 2021年 - 白土三平、漫画家（* 1932年）
- 2021年 - 副田義也、社会学者、漫画評論家、筑波大学名誉教授（* 1934年）
- 2021年 - レイモンド・オディエルノ、軍人、第38代陸軍参謀総長（* 1954年）
- 2022年 - 藤尾茂、プロ野球選手（* 1934年）
- 2022年 - 古市泰宏、分子生物学研究者、薬学博士（* 1940年）
- 2022年 - ヘルベン・カルステンス、自転車競技選手（* 1942年）
- 2022年 - ピーター・トービン、シリアルキラー（* 1946年）
- 2022年 - 松原千明、女優（* 1958年）
- 2023年 - 小松俊広、プロ野球選手（* 1940年）
- 2023年 - バート・ヤング、俳優、元ボクサー（* 1940年）
- 2023年 - ショーヨム・ラースロー、政治家、法学者、第三共和政第3代ハンガリー大統領、元憲法裁判所長官（* 1942年）
- 2023年 - 古今亭志ん橋 (6代目)、落語家（* 1944年）
- 2023年 - 谷村新司、シンガーソングライター（* 1948年）
- 2023年 - ハーシェル・サヴェージ、ポルノ俳優、映画監督（* 1952年）
- 2024年 - ルイス・ティアント、元プロ野球選手（* 1940年）
- 2024年 - 呉邦国、政治家、第8代全国人民代表大会常務委員会委員長、第16期・第17期中国共産党中央政治局常務委員（* 1941年）

### 人物以外（動物など）
- 2007年 - ジョンヘンリー、競走馬（* 1975年）
- 2014年 - シガー、競走馬（* 1990年）

## 記念日・年中行事
- 体育の日（ 日本、2001年・2007年・2012年・2018年）※10月第2月曜日
- 鳥羽の日（ 日本）
10（と）8（ば）の語呂合わせにちなみ、2013年に鳥羽市が制定。当日には毎年様々なイベントが開催されている。
- 寒露（ 日本・ 中国・ 韓国など、2009年・2010年・2012年・2020年）
二十四節気の1つ。太陽の黄経が195度の時で、霜が冷気によって凍りそうになるころ。
- コロンブス・デー（ アメリカ合衆国）※10月第2月曜日
- 独立記念日（ クロアチア）
1991年のこの日にクロアチアがユーゴスラビアから正式に分離独立したことを記念。
- 海軍記念日（ ペルー）
1821年にペルー海軍が創設され、1879年にアンガモスの海戦があった日。
- 入れ歯デー／入れ歯感謝デー・歯科技工の日（ 日本）
「い(1)れ(0)ば(8)」の語呂合わせ。全国保険団体連合会が1992年に入れ歯デーを、それとは別に日本歯科技工士会が2005年に入れ歯感謝デー・歯科技工の日を制定した。
- 骨と関節の日（ 日本）
「ホネ」の「ホ」を漢数字の「十」と「八」に分解したもの。1999年に日本整形外科学会が制定[14]。
- 足袋の日（ 日本）
日本足袋工業懇談会が1988年に制定。10月は七五三・正月・成人式と、これから着物を着る機会が多くなるシーズンであり、その中で末広がりで縁起の良い10月8日を記念日とした。
- 木の日（ 日本）
日本木材青壮年団体連合会が1977年に提唱。「十」と「八」を組み合わせると「木」の字になることから。
- コンビニATMの日（ 日本）
1999年10月8日、イーネットが全国で初めての共同コンビニATMを設置した。これを記念し、コンビニATMのさらなる発展を目指し、2006年に株式会社イーネットが制定。
- FXの日（ 日本）
2008年にひまわり証券が制定。1998年のこの日、同社が国内で初めて個人投資家向けにFXの提供を開始したことにちなむ。
- 地熱発電の日（ 日本）
2016年に石油天然ガス・金属鉱物資源機構、日本地熱協会、電気事業連合会により制定される[15]。1966年のこの日、日本初の商業ベースの地熱発電所である松川地熱発電所が運転を開始。日本の地熱発電所操業50周年を記念して制定された。
- 愛を囁く日（ アメリカ合衆国）
ELO (Eternal Love Organization) により制定。この日、カリフォルニア州に住むウィット夫妻が108日間に及ぶ喧嘩の末愛を囁くことの大切さを知り、世界へ広めようと設けた記念日。
- はらこめしの日（ 日本）[16]
- 木材利用促進の日（ 日本）
脱炭素社会の実現に資する等のための建築物等における木材の利用の促進に関する法律第九条にて定められている[17]。